# 高口公介
高口 公介（たかぐち こうすけ、1978年12月15日 - ）は、日本の男性声優。賢プロダクション所属。神奈川県横浜市生まれ、兵庫県出身。

## 略歴
井上和彦の声優教室6期生。
2008年7月まで元氣プロジェクトに所属していた。2010年に賢プロダクションに移籍。

## 人物
アニメ、外画吹き替え、ナレーション、ボイスオーバー、ゲーム、ドラマCDと幅広く活躍。
特技は格闘技、関西弁、料理、掃除。趣味はゲーム、サッカー、バスケットボール。

## 出演
太字はメインキャラクター。

### テレビアニメ
2000年
- 人造人間キカイダー THE ANIMATION（警官）

2002年
- スパイラル －推理の絆－（アナウンス、ハンターB、ベルボーイ 他）

2003年
- DEAR BOYS（玉置直也、成田中央補欠B）
- なるたる（パイロットB）
- HAPPY★LESSON ADVANCE（男子生徒）

2004年
- W〜ウィッシュ〜（運転手、事務局員 他）
- 機動戦士ガンダムSEED DESTINY（アナウンサー、男性）
- tactics（左官屋、隊長、土蜘蛛、村人C）
- 焼きたて!!ジャぱん（角刈り、子分）

2005年
- あまえないでよっ!!（先生、老人）
- IZUMO -猛き剣の閃記-（悪霊兵、牛頭 他）
- うえきの法則（五田、不良A、敵選手A、体育教師）
- ガラスの仮面（版）（貴族役、兵士役）
- ガンパレード・オーケストラ（兵士）
- 機動新撰組 萌えよ剣 TV（井上馨、光源氏、カンカン、マスター、カマイタチ、警察官 他）
- 強殖装甲ガイバー（瀬川哲郎）
- CLUSTER EDGE（兵士）
- こいこい7（男A）
- 地獄少女（監督、司会者）
- はっぴぃセブン 〜ざ・テレビまんが〜（鏡戯、災魏、斬魔、色魔、長谷川、吉岡先生 他）

2006年
- つよきす Cool×Sweet（現場監督、松笠連合リーダー）
- 吉永さん家のガーゴイル（宮村、小山田 他）

2007年
- 素敵探偵ラビリンス（男子生徒、従業員、北村、ホスト、運転手）
- ラブ★コン（リサの弟 他）

2010年
- アイアンマン（議員、管制官2、ドライバー、オリバー、ゾディアック戦闘兵、議長）
- RAINBOW-二舎六房の七人-（看守、看守C）

2011年
- UN-GO（議員）
- ウルヴァリン（公安・町田、アン）
- ギルティクラウン（2011年 - 2012年、大雲、副官、明華総帥）
- ダンボール戦機（2011年 - 2012年、沢村宗人、役員、ポールゴードン、研究員、整備員 、所員A、大統領補佐官、ジャッカル、モーガン） - 2シリーズ
- ちはやふる（2011年 - 2013年、大会係員、南大吾郎） - 2シリーズ
- NO.6（兵士）
- ポケットモンスター ベストウイッシュ（船長）

2012年
- イクシオン サーガ DT（ジャックランタン）
- スマイルプリキュア!（男子生徒）
- トリコ（エルボー）
- NARUTO -ナルト- SD ロック・リーの青春フルパワー忍伝（医師）
- 遊☆戯☆王ZEXAL II（ギラグ）

2013年
- イナズマイレブンGO ギャラクシー（2013年 - 2014年、サイード・アシュラフ、アルベガ・ゴードン）
- 革命機ヴァルヴレイヴ（首脳1）
- ガンダムビルドファイターズ（教授）
- 義風堂々!! 兼続と慶次（水原親憲）
- 進撃の巨人（2013年 - 2019年、バルト候、ラルフ、幹部B） - 3シリーズ

2014年
- クロスアンジュ 天使と竜の輪舞（警察官）
- パックワールド（クリーピー）

2015年
- うしおととら（2015年 - 2016年、あやかし、チンピラ、質問される男性、求嵐、仙獄司令官）
- コンクリート・レボルティオ〜超人幻想〜（2015年 - 2016年、タレント、ズマナン） - 2シリーズ
- 蒼穹のファフナー EXODUS（ロブ・ウォーグレイヴ、王穀〈ワン・イー〉、爆撃隊指揮官）

2016年
- 甲鉄城のカバネリ（小源太）
- DAYS（樋口元典）
- マクロスΔ（おっさん）
- 無彩限のファントム・ワールド（局員）

2017年
- 鬼平（服部角之助）
- 地獄少女 宵伽（監督）

2018年
- 僕のヒーローアカデミア（2018年 - 2024年、マスキュラー、巨大化ヴィラン） - 4シリーズ
- 新幹線変形ロボ シンカリオン（レンズ工場の工場長）
- イナズマイレブン アレスの天秤（魚島鮫治）
- 銀河英雄伝説 Die Neue These 邂逅（評議員）
- ソードアート・オンライン アリシゼーション（ウガチ）

2019年
- からくりサーカス（ギャンブラー・ジョーンズ）
- ポケットモンスター サン&ムーン（ハンター）
- 群青のマグメル（罠にかかっている男）

2020年
- もっと!まじめにふまじめ かいけつゾロリ（2020年 - 2022年、署長、ボス、なぞなゾウ、ブリオ、いたずら帝王 他） - 3シリーズ

2021年
- SHAMAN KING（2021年 - 2022年、馬孫、マッスルパンチ、ダマヤジ、ラーキ・ディラック、カドゥ、小山田萬純、リカン 他）

2022年
- BORUTO-ボルト- NARUTO NEXT GENERATIONS（コバンザ）

2023年
- ふしぎ駄菓子屋 銭天堂（信太の父）
- ひろがるスカイ!プリキュア（不良トリ）

2024年
- オーイ!とんぼ（悪礫島の男）

2025年
- キミとアイドルプリキュア♪（ファン）

### 劇場アニメ
- 劇場版イナズマイレブン 最強軍団オーガ襲来（2010年、革命派議員B）
- 劇場版 機動戦士ガンダム00 -A wakening of the Trailblazer-（2010年）
- 鋼の錬金術師 嘆きの丘の聖なる星（2011年、看守長）
- マジック・ツリーハウス（2012年、海賊）
- 豪華3本立て!トミカ・プラレール映画まつり（2013年、碇署長）
- 劇場版ポケットモンスター みんなの物語（2018年、ハンター）
- 鹿の王 ユナと約束の旅（2022年）

### OVA
- HAPPY★LESSON（2001年、生徒）
- Happy World!（2002年、生徒）
- こみっくパーティー Revolution（2003年、バロンよしお）
- タイトロープ（2012年、西島圭吾）
- 爆走!トミカイザー（2013年、碇署長、お爺ちゃん、市民、除雪車の作業員、研究所長、建設員、バッドブラックパパ）
- 進撃の巨人 悔いなき選択（2014年、ゴロツキ） - 単行本第15巻DVD付き限定版
- 銀河英雄伝説 Die Neue These 星乱（2019年、ブロンズ[14]）

### Webアニメ
- PLUTO（2023年、アドルフの父、刑事2、ホーガー）
- ムーンライズ（2025年、オスマ[15]）

### ゲーム
2006年
- 機動戦士ガンダム クライマックスU.C.（エゥーゴ兵B、ロンド・ベル士官A、F91連邦兵B）

2007年
- SDガンダム GGENERATION SPIRITS

2010年
- ブレイズ・ユニオン（デイヴィド）

2011年
- イナズマイレブンGO（2011年 - 2013年、黒服、ゴッドエデン選手A、教師男、アルベガ・ゴードン、サイード・アシュラフ、チェリオ・パルドン） - 2作品
- グロリア・ユニオン（ガリオレッド）
- スターフォックス64 3D（ファルコ・ランバルディ、ウルフ・オドネル、都市占領兵器 グランガ）
- ファイナルファンタジー零式（フィールドボイス）

2012年
- ガールズRPG シンデレライフ（東大吾、闘田伸作、猪原溜次）
- ジェネレーション オブ カオス6（マーロン、バスク）
- 時と永遠 〜トキトワ〜

2013年
- グラナド・エスパダ（ロト）
- 遊☆戯☆王ゼアル 激突!デュエルカーニバル!（ギラグ）

2014年
- ゼルダ無双
- 闘神都市（ビルナス）
- メタルギアソリッドV（2014年 - 2015年、兵士、その他） - 2作品

2015年
- アウトディビジョン -刑徒隷僕区-（帝皇成）
- バットマン アーカム・ナイト（スケアクロウ）

2016年
- 三國志13
- スターフォックス ゼロ（ファルコ・ランバルディ、ウルフ・オドネル）
- League of Legends（シン・ジャオ、ジャックス、ゼラス）

2017年
- Ever Oasis 精霊とタネビトの蜃気楼（セルケ族）
- ファイアーエムブレム Echoes もうひとりの英雄王（ダッハ、ガッハ、ギース）

2018年
- メタルギア サヴァイヴ（ニコラス）
- 僕のヒーローアカデミア（2018年 - 2021年、マスキュラー） - 3作品
- 大乱闘スマッシュブラザーズ SPECIAL（ファルコ、ウルフ）

2019年
- SEKIRO: SHADOWS DIE TWICE（鬼庭刑部雅孝）
- スターリンク バトル・フォー・アトラス （ファルコ・ランバルディ、ウルフ・オドネル）
- ドラゴンクエストXI 過ぎ去りし時を求めて S（覇海軍王ジャコラ）
- ゴーストリコン ブレイクポイント（シルバーバック、アカマイ・ロム）
- ドラゴンクエストX いばらの巫女と滅びの神 オンライン（城の兵士ホガートン、スッテンテン / デモンズゲイト、素材屋コロレッド、ドラム）

2020年
- グランブルーファンタジー（マッシュ）
- ゼルダ無双 厄災の黙示録

2021年
- モンスターストライク（馬孫）

2022年
- ファイアーエムブレム ヒーローズ（2022年 - 2023年、盗賊頭、ルドベック）
- 遊戯王 デュエルリンクス（ギラグ）

2023年
- ゼルダの伝説 ティアーズ オブ ザ キングダム（ガノンドロフ）

2024年
- ゼルダの伝説 知恵のかりもの

### ドラマCD
- 鬼絆（きずな） KIZUNA この陰りある哭のままに（生徒、2005年6月24日）
- ナデプロ!!（ディレクター）

### ラジオドラマ
- VOMIC 帝一の國（ナレーション）

### 吹き替え

#### 担当俳優
ライアン・フィリップ
- サブリミナル（ジョン・プリースト）
- セットアップ（ビンス・ロング）
- デルタフォース（ヴィック・デイヴィス）
- リンカーン弁護士（ルイス・ルーレ）

#### 映画
- かけがえのない人（高校生時代のドーソン・コール〈ルーク・ブレイシー〉）
- クルエラ[32]
- ダークネスナイト（リーアム〈ビリー・アーロン・ブラウン〉）
- テンプル騎士団 聖杯の伝説（マチアス）
- バイオハザードIV アフターライフ ※劇場公開版
- ハリー・ポッターと炎のゴブレット
- MAXヒート（フアン)
- 名探偵ピカチュウ
- ワイルド・トレジャー ブッチ・キャシディの秘宝（マーティン）

#### ドラマ
- マーベル インヒューマンズ（カルナク〈ケン・レオン〉）
- You vs. Wild（ベア・グリルス）

#### アニメ
- ザ・スーパーマリオブラザーズ・ムービー

#### テレビ番組
- ワールド極限ミステリー

### 特撮
2004年
- 幻星神ジャスティライザー（サイバーナイト・ガーディウスの声）

2010年
- 天装戦隊ゴセイジャー（ビッグフットの筋グゴンの声）
- 天装戦隊ゴセイジャー エピックON THEムービー（ビッグフットの筋グゴンの声）

2015年
- 仮面ライダーゴースト（槍眼魔の声）

2023年
- 王様戦隊キングオージャー（ダイゴーグの声）

### 舞台
- 劇団大富豪第7回公演「流星」（2011年8月3日-7日、笹塚ファクトリー）
- 劇団大富豪第8回公演「wakasagi（ワカサギ）」（2012年3月1日 - 2012年3月4日、笹塚ファクトリー）

### シリーズ一覧
1. ↑  第1期（2011年）、第2期『W』（2012年）
2. ↑  第1期（2011年）、第2期（2013年）
3. ↑  第1期（2013年）、Season 3 Part.1（2018年）、Season 3 Part.2（2019年）
4. ↑  第1期（2015年）、第2期『THE LAST SONG』（2016年）
5. ↑  第3期（2018年）、第4期（2019年）、第6期（2023年）、第7期（2024年）
6. ↑  第1シリーズ（2020年）、第2シリーズ（2021年）、第3シリーズ（2022年）
7. ↑  『シャイン/ダーク』（2011年）、『ギャラクシー ビッグバン/スーパーノヴァ』（2013年）
8. ↑  『グラウンド・ゼロズ』（2014年）、『ファントムペイン』（2015年）
9. ↑  『One's Justice』（2018年）、『One's Justice 2』（2020年）、『ULTRA IMPACT』（2021年）